# شركة نافير
شركة نافير (بالإنجليزية: Naver Corporation)‏، هي شركة كورية جنوبية تهتم بإنتاج وتطوير تكنولوجيا المعلومات المتعلقة بالإنترنت، أسست الشركة سنة 1999، ولها مقرها في مدينة سوينغنام الكورية الجنوبية.

## وصلات خارجية
- الموقع الرسمي